# María Teresa Martínez
María Teresa Martínez Ramírez, (Guatemala, 14 de agosto de 1936-16 de octubre de 2020) fue una actriz de teatro, radio y cine guatemalteca, además fue maestra de arte especializada en teatro. A lo largo de su carrera interpretó más de 300 papeles entre el teatro, el cine y la televisión. El Ministerio de Cultura y Deportes le confirió el nombre de la actriz a la Compañía Nacional de Teatro de Guatemala, su objetivo es preservar su legado en las futuras generaciones.

## Biografía
Inició su carrera el 16 de marzo de 1944, cuando su padre actor y director Alberto Martínez le otorgó la oportunidad de participar en un papel. Obtuvo el título de Maestra de Arte, especializada en teatro. Trabajó como catedrática impartiendo clases de voz, dicción y declamación en la Escuela Nacional de Teatro y en la Universidad Popular. Impartió clases en el Teatro de Arte Universitario y en la Escuela Preparatoria No. 1 adscrita Universidad Autónoma de México. Fue oradora profesional y escribió más de 20 poemas inéditos. Trabajó en distintos grupos teatrales:
- Asociación Dramática Nacional (compañía de su padre)
- Compañía dramática de la Universidad Popular.
- Compañía de Bellas Artes.
- Compañía de Teatro para niños.

## Obras
- Hamlet
- Monje Blanco[5]
- Cuando florezca los rosales
- Tres altas mujeres
- La casa de Bernarda Alba
- Seres Verdaderos
- Frenesí
- Esta noche me emborracho
- El Jayón
- Los hijos de la noche
- Soy un pobre millonario
- Vuelta a la Tierra
- Mi pobre muñeca
- Cuarto de Verónica

Todos los años, sin excepción, se presenta la obra Don Juan Tenorio. María Teresa dirigía esta obra y todavía se presenta en las fechas de fin de octubre hasta el primero de noviembre. Se presenta en el teatro de la Universidad Popular de Guatemala, aunque anteriormente era en el teatro del IGA.
Los árboles mueren de pie

## Premios y reconocimientos
A lo largo de su trayectoria artística recibió reconocimientos a nivel nacional e internacional: 
- Medalla Revista de Naciones.
- Estatuilla "Mejor Actriz"., Festival de Arte y Cultura, 1974.
- Opus Mejor Actriz Principal, 1983.
- Opus Especial, por trayectoria artística y aporte a la Cultura Guatemalteca, 1983.
- Pedestal de Oro, por trayectoria artística y aporte a la Cultura Guatemalteca, 1992, entregado por la Federación General de Trabajadores de Espectáculos.
- Arco Iris Maya 2004.
- Homenaje del IGA por trayectoria artística 2004.
- Premio Muni a la Excelencia Teatral.
- Orden Alfredo Gálvez Suáres dada por la Municipalidad Capitalina (1998).
- Miembro de la Galería de Artistas del IGA y de la Universidad Popular.
- Medalla y diploma “Mi vida en el Teatro” por el International Theatre Institute UNESCO, 27 de marzo del 2001, Día Mundial del Teatro.